# My Friend the Wind
My Friend the Wind is een single van de Griekse zanger Demis Roussos. In Nederland kwam de single uit in het najaar van 1973 en behaalde hij hiermee zijn eerste nummer 1-hit in de Top 40. Het nummer behaalde tevens een notering in de jaarlijkse Top 2000 van Radio 2.
In 1996 werd het nummer door BZN gecoverd voor het album A Symphonic Night.

## Hitnotering

### Nederlandse Top 40
| Hitnotering: 08-09-1973 t/m 08-12-1973 | Hitnotering: 08-09-1973 t/m 08-12-1973 | Hitnotering: 08-09-1973 t/m 08-12-1973 | Hitnotering: 08-09-1973 t/m 08-12-1973 | Hitnotering: 08-09-1973 t/m 08-12-1973 | Hitnotering: 08-09-1973 t/m 08-12-1973 | Hitnotering: 08-09-1973 t/m 08-12-1973 | Hitnotering: 08-09-1973 t/m 08-12-1973 | Hitnotering: 08-09-1973 t/m 08-12-1973 | Hitnotering: 08-09-1973 t/m 08-12-1973 | Hitnotering: 08-09-1973 t/m 08-12-1973 | Hitnotering: 08-09-1973 t/m 08-12-1973 | Hitnotering: 08-09-1973 t/m 08-12-1973 | Hitnotering: 08-09-1973 t/m 08-12-1973 | Hitnotering: 08-09-1973 t/m 08-12-1973 | Hitnotering: 08-09-1973 t/m 08-12-1973 |
| Week                                   | 1                                      | 2                                      | 3                                      | 4                                      | 5                                      | 6                                      | 7                                      | 8                                      | 9                                      | 10                                     | 11                                     | 12                                     | 13                                     | 14                                     |                                        |
| -------------------------------------- | -------------------------------------- | -------------------------------------- | -------------------------------------- | -------------------------------------- | -------------------------------------- | -------------------------------------- | -------------------------------------- | -------------------------------------- | -------------------------------------- | -------------------------------------- | -------------------------------------- | -------------------------------------- | -------------------------------------- | -------------------------------------- | -------------------------------------- |
| Nummer                                 | 14                                     | 5                                      | 2                                      | 2                                      | 1                                      | 1                                      | 2                                      | 3                                      | 5                                      | 11                                     | 14                                     | 23                                     | 28                                     | 30                                     | uit                                    |

### Daverende Dertig
| Hitnotering: 08-09-1973 t/m 17-11-1973 | Hitnotering: 08-09-1973 t/m 17-11-1973 | Hitnotering: 08-09-1973 t/m 17-11-1973 | Hitnotering: 08-09-1973 t/m 17-11-1973 | Hitnotering: 08-09-1973 t/m 17-11-1973 | Hitnotering: 08-09-1973 t/m 17-11-1973 | Hitnotering: 08-09-1973 t/m 17-11-1973 | Hitnotering: 08-09-1973 t/m 17-11-1973 | Hitnotering: 08-09-1973 t/m 17-11-1973 | Hitnotering: 08-09-1973 t/m 17-11-1973 | Hitnotering: 08-09-1973 t/m 17-11-1973 | Hitnotering: 08-09-1973 t/m 17-11-1973 | Hitnotering: 08-09-1973 t/m 17-11-1973 |
| Week                                   | 1                                      | 2                                      | 3                                      | 4                                      | 5                                      | 6                                      | 7                                      | 8                                      | 9                                      | 10                                     | 11                                     |                                        |
| -------------------------------------- | -------------------------------------- | -------------------------------------- | -------------------------------------- | -------------------------------------- | -------------------------------------- | -------------------------------------- | -------------------------------------- | -------------------------------------- | -------------------------------------- | -------------------------------------- | -------------------------------------- | -------------------------------------- |
| Nummer                                 | 15                                     | 4                                      | 3                                      | 2                                      | 1                                      | 1                                      | 2                                      | 3                                      | 4                                      | 11                                     | 16                                     | uit                                    |

### NPO Radio 2 Top 2000
| Nummer met noteringen in de NPO Radio 2 Top 2000 | '99  | '00  | '01 | '02 | '03 | '04 | '05 | '06 | '07 | '08 | '09  | '10  | '11  | '12  | '13  | '14  | '15  |
| ------------------------------------------------ | ---- | ---- | --- | --- | --- | --- | --- | --- | --- | --- | ---- | ---- | ---- | ---- | ---- | ---- | ---- |
| My Friend the Wind                               | 1011 | 1077 | 571 | 795 | 887 | 844 | 808 | 800 | 912 | 805 | 1210 | 1147 | 1308 | 1754 | 1713 | 1823 | 1739 |

1. ↑  Een vetgedrukt getal geeft de hoogste notering aan.
2. ↑  Deze tabel is bijgewerkt tot en met de laatste editie (2024).

### Evergreen Top 1000
| Evergreen Top 1000 "My friend the wind" | Evergreen Top 1000 "My friend the wind" | Evergreen Top 1000 "My friend the wind" | Evergreen Top 1000 "My friend the wind" | Evergreen Top 1000 "My friend the wind" | Evergreen Top 1000 "My friend the wind" | Evergreen Top 1000 "My friend the wind" | Evergreen Top 1000 "My friend the wind" | Evergreen Top 1000 "My friend the wind" | Evergreen Top 1000 "My friend the wind" | Evergreen Top 1000 "My friend the wind" | Evergreen Top 1000 "My friend the wind" | Evergreen Top 1000 "My friend the wind" | Evergreen Top 1000 "My friend the wind" | Evergreen Top 1000 "My friend the wind" | Evergreen Top 1000 "My friend the wind" | Evergreen Top 1000 "My friend the wind" |
| Jaar                                    | 2008                                    | 2009                                    | 2010                                    | 2011                                    | 2012                                    | 2013                                    | 2014                                    | 2015                                    | 2016                                    | 2017                                    | 2018                                    | 2019                                    | 2020                                    | 2021                                    | 2022                                    | 2023                                    |
| --------------------------------------- | --------------------------------------- | --------------------------------------- | --------------------------------------- | --------------------------------------- | --------------------------------------- | --------------------------------------- | --------------------------------------- | --------------------------------------- | --------------------------------------- | --------------------------------------- | --------------------------------------- | --------------------------------------- | --------------------------------------- | --------------------------------------- | --------------------------------------- | --------------------------------------- |
| Positie                                 | 145                                     | 785                                     | 774                                     | 774                                     | 707                                     | 296                                     | 253                                     | 144                                     | 114                                     | 161                                     | 279                                     | 207                                     | 217                                     | 193                                     | 172                                     | 227                                     |